# Imparare democrazia
Imparare democrazia è un saggio scritto da Gustavo Zagrebelsky, già presidente e giudice della Corte Costituzionale.

## Contenuti
Il libro contiene concetti-chiave, fondamento di ogni civile convivenza quali che siano le idee politiche professate, escluse ovviamente le più estreme. L'autore espone in forma semplice, ma sulla base di solida dottrina, quali elementi caratterizzano ciò che chiamiamo "democrazia". Parte dall'antichità, quando il termine veniva associato all'idea di una massa che ignorava i propri limiti, arrogante e faziosa, di un popolo che amava essere più adulato che educato. Spiega le ragioni per le quali, dopo l'ultima guerra mondiale, il concetto venne adottato su scala quasi planetaria e anzi "sottoposto a una tale tensione da perdere di significato analitico e ideale".
Espone un principio chiaro secondo cui "la democrazia è fondata sugli individui, non sulla massa", visto che la massificazione della società tramite l'uguaglianza è un pericolo mortale per l'assetto democratico. Ci ricorda che essa è un diritto inalienabile e non va confuso con l'omologazione; dev'essere una conquista dei singoli. La democrazia "è discussione, ragionare insieme [...] apertura verso chi porta identità diverse".
L'autore mette altresì in guardia dai pericoli derivanti dall'unione tra potere civile e religione, dato che dal momento in cui un'autorità religiosa pretende di intervenire nella discussione politica sulla base di principi non negoziabili, ogni tentativo di incontro in vista di una soluzione condivisa viene escluso in partenza.

## Edizioni
- Gustavo Zagrebelsky, Imparare la democrazia, introduzione di Eugenio Scalfari; in appendice brani di Aristofane ... [et al.]; traduzioni di Margherita Bignardi, Guido Paduano, La biblioteca di Repubblica, Roma ©2005
- Gustavo Zagrebelsky, Imparare democrazia, con una scelta di brani da Erodoto... [et al.], Einaudi, Torino 2007
- Gustavo Zagrebelsky, Imparare democrazia, a cura di Rita Innocenti, Einaudi scuola, Milano 2011
- Gustavo Zagrebelsky, Imparare democrazia: con una scelta di brani da Erodoto, Aristofane, Cicerone, Charle-Louis de Montesquieu, Alexis de Tocqueville, Bertolt Brecht, George Orwell, Hannah Arendt, Norberto Bobbio, Gennaro Carillo, Einaudi, Torino 2016